# ناحیه دیرفیلد، شهرستان بورا، ایلینوی
ناحیه دیرفیلد، شهرستان بورا، ایلینوی (به انگلیسی: Fairfield Township) یک منطقهٔ مسکونی در ایالات متحده آمریکا است که در شهرستان بورا، ایلینوی واقع شده‌است. ناحیه دیرفیلد ۳۷۵ نفر جمعیت دارد و ۱۹۱ متر بالاتر از سطح دریا واقع شده‌است.